# Villanueva de Tapia
Villanueva de Tapia è un comune spagnolo di 1 649 abitanti situato nella comunità autonoma dell'Andalusia.